# Weißig (Struppen)
Weißig je vesnice, místní část obce Struppen v německé spolkové zemi Sasko. Nachází se v zemském okrese Saské Švýcarsko-Východní Krušné hory a má 127 obyvatel.

## Historie
Weißig byl založen ve středověku a první písemná zmínka pochází z roku 1431, kdy je vesnice zmíněna jako Wissag. Název je odvozen ze staroslovanského slova wysoki a odkazuje na polohu vysoko nad Labem. Název Weißig se prvně objevuje v roce 1791. V roce 1973 se do té doby samostatná obec Weißig spolu se svou místní částí Strand připojila k sousednímu Thürmsdorfu a společně se roku 1994 sloučily s obcí Struppen.

## Geografie
Weißig leží severovýchodně od Struppenu v pískovcové oblasti Saského Švýcarska v meandru řeky Labe. Nachází se na jejím levém břehu, ale území podél řeky již patří k sousední obci Kurort Rathen. Nejvyšším vrcholem je stolová hora Rauenstein (304 m), na kterou vede z vesnice Malířská cesta. Mimo samotnou zástavbu náleží zbytek území Weißigu k Chráněné krajinné oblasti Saské Švýcarsko. Východně od vsi, již mimo katastrální území, prochází labským údolím železniční trať Děčín–Drážďany.

## Pamětihodnosti
- rychta
- hrázděné domy